# Tokunaga Yuhei
Tokunaga Yūhei (徳永悠平 (Tokunaga Yūhei), sinh ngày 25 tháng 9 năm 1983 ở Kunimi, Nagasaki, Nhật Bản) là một cầu thủ bóng đá người Nhật Bản hiện tại thi đấu cho V-Varen Nagasaki.

## Sự nghiệp
Anh là thành viên của đội tuyển Olympic Nhật Bản năm 2004, vượt qua vòng Một, về đích thứ tư dưới đội đầu bảng Paraguay, Ý và Ghana. Anh cũng là thành viên của đội tuyển Olympic Nhật Bản 2012, thành công hơn khi vào đến bán kết và thất bại trước đội bóng đoạt huy chương vàng, Mexico, sau đó đội còn thua trong trận play-off huy chương đồng trước Hàn Quốc.
Anh cũng có tên trong đội hình U-20 Nhật Bản tham dự Giải vô địch bóng đá trẻ thế giới 2003.

## Thống kê sự nghiệp
Cập nhật gần đây nhất: 5 tháng 1 năm 2018.
| Thành tích câu lạc bộ | Thành tích câu lạc bộ | Thành tích câu lạc bộ | Giải vô địch | Giải vô địch | Cúp                   | Cúp                   | Cúp Liên đoàn | Cúp Liên đoàn | Châu lục | Châu lục | Khác1 | Khác1 | Tổng cộng | Tổng cộng |
| Mùa giải              | Câu lạc bộ            | Giải vô địch          | Trận         | Bàn          | Trận                  | Bàn                   | Trận          | Bàn           | Trận     | Bàn      | Trận  | Bàn   | Trận      | Bàn       |
| Nhật Bản              | Nhật Bản              | Nhật Bản              | Giải vô địch | Giải vô địch | Cúp Hoàng đế Nhật Bản | Cúp Hoàng đế Nhật Bản | Cúp Liên đoàn | Cúp Liên đoàn | Châu Á   | Châu Á   |       |       | Tổng cộng | Tổng cộng |
| --------------------- | --------------------- | --------------------- | ------------ | ------------ | --------------------- | --------------------- | ------------- | ------------- | -------- | -------- | ----- | ----- | --------- | --------- |
| 2003                  | FC Tokyo              | J1 League             | 8            | 0            | 0                     | 0                     | 2             | 0             | –        | –        | –     | –     | 10        | 0         |
| 2004                  | FC Tokyo              | J1 League             | 6            | 0            | 0                     | 0                     | 4             | 0             | –        | –        | –     | –     | 10        | 0         |
| 2006                  | FC Tokyo              | J1 League             | 32           | 1            | 2                     | 0                     | 5             | 0             | –        | –        | –     | –     | 39        | 1         |
| 2007                  | FC Tokyo              | J1 League             | 33           | 0            | 3                     | 0                     | 7             | 0             | –        | –        | –     | –     | 43        | 0         |
| 2008                  | FC Tokyo              | J1 League             | 30           | 1            | 4                     | 0                     | 8             | 0             | –        | –        | –     | –     | 42        | 1         |
| 2009                  | FC Tokyo              | J1 League             | 34           | 0            | 0                     | 0                     | 10            | 0             | –        | –        | –     | –     | 44        | 0         |
| 2010                  | FC Tokyo              | J1 League             | 30           | 0            | 1                     | 0                     | 7             | 0             | –        | –        | –     | –     | 38        | 0         |
| 2011                  | FC Tokyo              | J2 League             | 37           | 3            | 6                     | 0                     | –             | –             | –        | –        | –     | –     | 43        | 3         |
| 2012                  | FC Tokyo              | J1 League             | 31           | 1            | 0                     | 0                     | 2             | 0             | 7        | 1        | 1     | 0     | 41        | 2         |
| 2013                  | FC Tokyo              | J1 League             | 34           | 1            | 1                     | 0                     | 5             | 0             | -        | -        | -     | -     | 40        | 1         |
| 2014                  | FC Tokyo              | J1 League             | 34           | 0            | 3                     | 0                     | 3             | 1             | -        | -        | -     | -     | 40        | 1         |
| 2015                  | FC Tokyo              | J1 League             | 33           | 0            | 2                     | 0                     | 7             | 0             | -        | -        | -     | -     | 42        | 0         |
| 2016                  | FC Tokyo              | J1 League             | 30           | 0            | 1                     | 0                     | 2             | 0             | 8        | 0        | -     | -     | 41        | 0         |
| 2017                  | FC Tokyo              | J1 League             | 24           | 0            | 1                     | 0                     | 5             | 0             | -        | -        | -     | -     | 30        | 0         |
| Tổng cộng sự nghiệp   | Tổng cộng sự nghiệp   | Tổng cộng sự nghiệp   | 396          | 7            | 24                    | 0                     | 67            | 0             | 15       | 1        | 1     | 0     | 503       | 8         |

1Bao gồm Siêu cúp Nhật Bản.

## Thống kê sự nghiệp quốc tế
| Đội tuyển quốc gia Nhật Bản | Đội tuyển quốc gia Nhật Bản | Đội tuyển quốc gia Nhật Bản |
| Năm                         | Số trận                     | Bàn thắng                   |
| --------------------------- | --------------------------- | --------------------------- |
| 2009                        | 5                           | 0                           |
| 2010                        | 2                           | 0                           |
| 2013                        | 2                           | 0                           |
| Tổng                        | 9                           | 0                           |

## Danh hiệu

### Nhật Bản
- EAFF Cúp bóng đá Đông Á (1): 2013

### Câu lạc bộ
F.C. Tokyo
- J2 League (1): 2011
- Cúp Hoàng đế Nhật Bản (1): 2011
- J. League Cup (2): 2004, 2009